# Valeri Gassy
Valeri Dmitriyevich Gassy (em russo: Валерий Дмитриевич Гассий: Kolomyia, 22 de abril de 1949) é um ex-handebolista soviético, campeão olímpico.
Valeri Gassy fez parte do elenco campeão olímpico de handebol nas Olimpíadas de Montreal de 1976, marcou 25 gols em cinco partidas.